# Great American Songbook

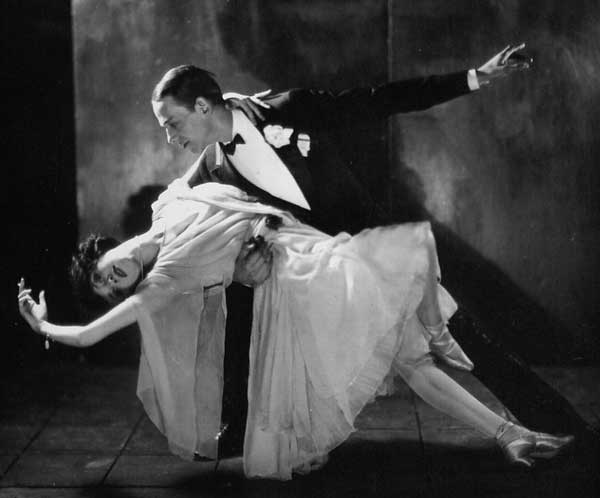
Adele Astaire és Fred Astaire

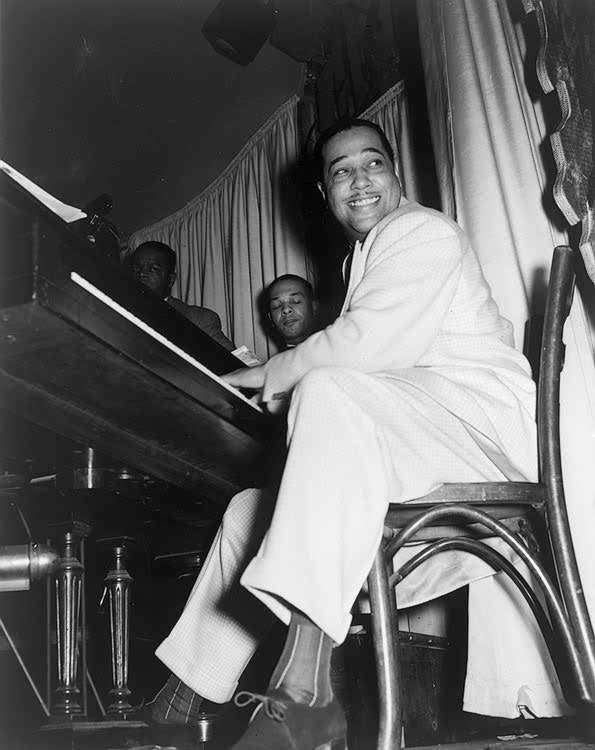
Duke Ellington a Hurricane Clubban; 1943

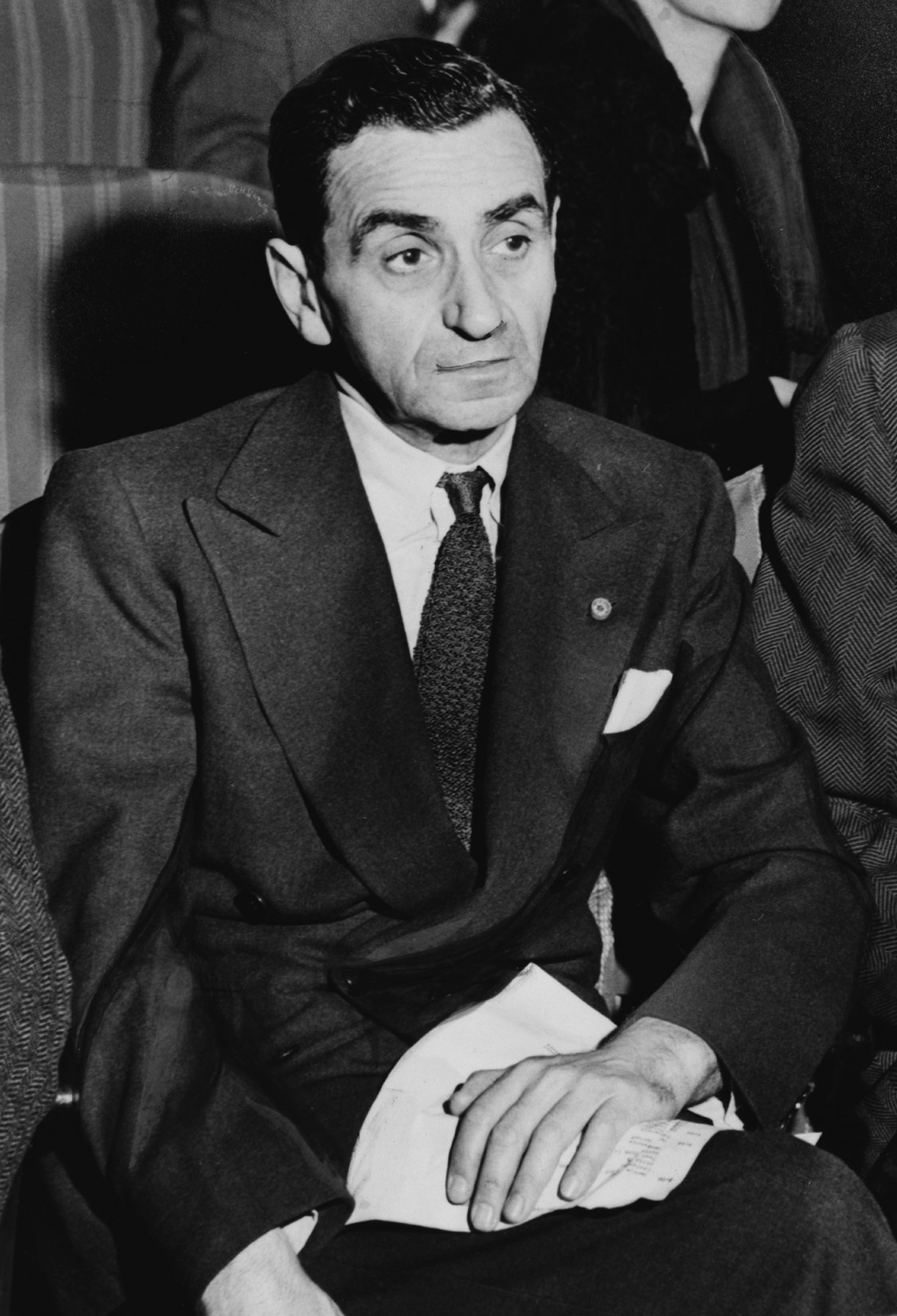
Irving Berlin

A Great American Songbook (a Nagy amerikai daloskönyv) 20. század első felének legfontosabb és legnépszerűbb olyan amerikai dalainak, illetve dzsessz-sztenderdjeinek gyűjteménye, amelyek kiállták az idő próbáját. „American Standards” néven emlegetik. A műfaj aranykorában megjelent dalok közé tartoznak azok a dalok az 1920-as és 1950-es évekből, amelyeket a Broadway, a zenés színház és hollywoodi zenés filmekhez készítettek.
A gyűjteményt a Great American Songbook Foundation hozta létre.

| ÉV   | Dal címe                                              | Zeneszerző                                     | Szövegíró                                          | Jegyzetek                              |
| ---- | ----------------------------------------------------- | ---------------------------------------------- | -------------------------------------------------- | -------------------------------------- |
| 1933 | "42nd Street"                                         | Harry Warren                                   | Al Dubin                                           |                                        |
| 1935 | "About a Quarter to Nine"                             | Harry Warren                                   | Al Dubin                                           |                                        |
| 1944 | "Ac-Cent-Tchu-Ate the Positive"                       | Harold Arlen                                   | Johnny Mercer                                      |                                        |
| 1957 | "An Affair to Remember (Our Love Affair)"             | Harry Warren                                   | Leo McCarey és Harold Adamson                      |                                        |
| 1929 | "Ain't Misbehavin'"                                   | Fats Waller                                    | Andy Razaf                                         |                                        |
| 1927 | "Ain't She Sweet"                                     | Milton Ager                                    | Jack Yellen                                        | [ 1 ]                                  |
| 1960 | "Ain't That a Kick in the Head"                       | Jimmy Van Heusen                               | Sammy Cahn                                         |                                        |
| 1921 | "Ain't We Got Fun"                                    | Richard A. Whiting                             | Raymond B. Egan és Gus Kahn                        |                                        |
| 1924 | "Alabamy Bound"                                       | Ray Henderson                                  | Buddy DeSylva és Bud Green                         | [ 1 ] [ 2 ]                            |
| 1911 | "Alexander's Ragtime Band"                            | Irving Berlin                                  | Irving Berlin                                      |                                        |
| 1921 | "All by Myself"                                       | Irving Berlin                                  | Irving Berlin                                      |                                        |
| 1934 | "All I Do Is Dream of You"                            | Nacio Herb Brown                               | Arthur Freed                                       | [ 3 ]                                  |
| 1954 | "All of You"                                          | Cole Porter                                    | Cole Porter                                        |                                        |
| 1939 | "All or Nothing at All"                               | Arthur Altman                                  | Jack Lawrence                                      |                                        |
| 1939 | "All the Things You Are"                              | Jerome Kern                                    | Oscar Hammerstein II                               |                                        |
| 1957 | "All the Way"                                         | Jimmy Van Heusen                               | Sammy Cahn                                         |                                        |
| 1934 | "All Through the Night"                               | Cole Porter                                    | Cole Porter                                        |                                        |
| 1947 | "Almost Like Being in Love"                           | Frederick Loewe                                | Alan Jay Lerner                                    | [ 4 ]                                  |
| 1932 | "Alone Together"                                      | Arthur Schwartz                                | Howard Dietz                                       | [ 3 ] [ 5 ]                            |
| 1925 | "Always"                                              | Irving Berlin                                  | Irving Berlin                                      |                                        |
| 1934 | "Anything Goes"                                       | Cole Porter                                    | Cole Porter                                        |                                        |
| 1946 | "Anything You Can Do (I Can Do Better)"               | Irving Berlin                                  | Irving Berlin                                      |                                        |
| 1932 | "April In Paris"                                      | Vernon Duke                                    | Yip Harburg                                        |                                        |
| 1957 | "April Love"                                          | Sammy Fain                                     | Paul Francis Webster                               |                                        |
| 1956 | "Around the World"                                    | Victor Young                                   | Harold Adamson                                     | [ 1 ]                                  |
| 1931 | "As Time Goes By"                                     | Herman Hupfeld                                 | Herman Hupfeld                                     |                                        |
| 1941 | "At Last"                                             | Harry Warren                                   | Mack Gordon                                        |                                        |
| 1946 | "Autumn Leaves"                                       | Joseph Kosma                                   | Johnny Mercer                                      |                                        |
| 1934 | "Autumn In New York"                                  | Vernon Duke                                    | Vernon Duke                                        | [ 3 ]                                  |
| 1949 | "Baby, It's Cold Outside"                             | Frank Loesser                                  | Frank Loesser                                      | [ 6 ] [ 7 ]                            |
| 1949 | "Bali Ha'i"                                           | Richard Rodgers                                | Oscar Hammerstein II                               |                                        |
| 1929 | "Basin Street Blues"                                  | Spencer Williams                               | Glenn Miller                                       |                                        |
| 1942 | "Be Careful! It's My Heart"                           | Irving Berlin                                  | Irving Berlin                                      |                                        |
| 1935 | "Begin the Beguine"                                   | Cole Porter                                    | Cole Porter                                        |                                        |
| 1959 | "The Best Is Yet to Come"                             | Cy Coleman                                     | Carolyn Leigh                                      |                                        |
| 1927 | "The Best Things in Life Are Free"                    | Ray Henderson                                  | Buddy DeSylva és Lew Brown                         |                                        |
| 1940 | "Bewitched, Bothered, and Bewildered"                 | Richard Rodgers                                | Lorenz Hart                                        |                                        |
| 1930 | "Beyond the Blue Horizon"                             | Richard A. Whiting                             | Leo Robin                                          |                                        |
| 1930 | "Bidin' My Time"                                      | George Gershwin                                | Ira Gershwin                                       |                                        |
| 1924 | "Big Bad Bill (Is Sweet William Now)"                 | Milton Ager                                    | Jack Yellen                                        |                                        |
| 1962 | "Big Spender"                                         | Cy Coleman                                     | Dorothy Fields                                     |                                        |
| 1926 | "The Birth of the Blues"                              | Ray Henderson                                  | Buddy DeSylva és Lew Brown                         |                                        |
| 1948 | "Black Coffee"                                        | Sonny Burke                                    | Paul Francis Webster                               |                                        |
| 1934 | "Blame It on My Youth"                                | Oscar Levant                                   | Edward Heyman                                      |                                        |
| 1953 | "Blue Gardenia"                                       | Lester Lee                                     | Bob Russell                                        |                                        |
| 1934 | "Blue Moon"                                           | Richard Rodgers                                | Lorenz Hart                                        |                                        |
| 1926 | "Blue Room"                                           | Richard Rodgers                                | Lorenz Hart                                        |                                        |
| 1926 | "Blue Skies"                                          | Irving Berlin                                  | Irving Berlin                                      |                                        |
| 1941 | "Blues in the Night"                                  | Harold Arlen                                   | Johnny Mercer                                      |                                        |
| 1930 | "Body and Soul"                                       | Johnny Green                                   | Edward Heyman                                      |                                        |
| 1941 | "Boogie Woogie Bugle Boy"                             | Don Raye                                       | Hughie Prince                                      |                                        |
| 1933 | "Boulevard of Broken Dreams"                          | Harry Warren                                   | Al Dubin                                           |                                        |
| 1944 | "The Boy Next Door"                                   | Hugh Martin                                    | Ralph Blane                                        |                                        |
| 1926 | "Breezin' Along with the Breeze"                      | Haven Gillespie                                | Haven Gillespie, Seymour Simons és Richard Whiting |                                        |
| 1932 | "Brother, Can You Spare a Dime?"                      | Jay Gorney                                     | Yip Harburg                                        |                                        |
| 1947 | "But Beautiful"                                       | Jimmy Van Heusen                               | Johnny Burke                                       | [ 3 ]                                  |
| 1930 | "But Not for Me"                                      | George Gershwin                                | Ira Gershwin                                       |                                        |
| 1928 | "Button Up Your Overcoat"                             | Ray Henderson                                  | Buddy DeSylva és Lew Brown                         |                                        |
| 1948 | "Buttons and Bows"                                    | Jay Livingston                                 | Ray Evans                                          |                                        |
| 1967 | "By the Time I Get to Phoenix"                        | Jimmy Webb                                     | Jimmy Webb                                         |                                        |
| 1926 | "Bye Bye Blackbird"                                   | Ray Henderson                                  | Mort Dixon                                         |                                        |
| 1962 | "Call Me Irresponsible"                               | Jimmy Van Heusen                               | Sammy Cahn                                         |                                        |
| 1962 | "Can't Get Used to Losing You"                        | Doc Pomus                                      | Mort Shuman                                        |                                        |
| 1929 | "Can't We Be Friends?"                                | Kay Swift                                      | Paul James                                         |                                        |
| 1933 | "(The) Carioca"                                       | Vincent Youmans                                | Edward Eliscu és Gus Kahn                          |                                        |
| 1922 | "Carolina in the Morning"                             | Walter Donaldson                               | Gus Kahn                                           |                                        |
| 1938 | "Change Partners"                                     | Irving Berlin                                  | Irving Berlin                                      |                                        |
| 1941 | "Chattanooga Choo Choo"                               | Harry Warren                                   | Mack Gordon                                        |                                        |
| 1935 | "Cheek to Cheek"                                      | Irving Berlin                                  | Irving Berlin                                      |                                        |
| 1945 | "The Christmas Song"                                  | Mel Tormé                                      | Robert Wells                                       |                                        |
| 1959 | "Climb Every Mountain"                                | Richard Rodgers                                | Oscar Hammerstein II                               |                                        |
| 1958 | "Come Fly with Me"                                    | Jimmy Van Heusen                               | Sammy Cahn                                         |                                        |
| 1946 | "Come Rain or Come Shine"                             | Harold Arlen                                   | Johnny Mercer                                      |                                        |
| 1954 | "Count Your Blessings (Instead of Sheep)"             | Irving Berlin                                  | Irving Berlin                                      |                                        |
| 1928 | "Crazy Rhythm"                                        | Irving Caesar                                  | Joseph Meyer és Roger Wolfe Kahn                   |                                        |
| 1931 | "Dancing in the Dark"                                 | Arthur Schwartz                                | Howard Dietz                                       |                                        |
| 1930 | "Dancing on the Ceiling"                              | Richard Rodgers                                | Lorenz Hart                                        |                                        |
| 1939 | "Darn That Dream"                                     | Jimmy Van Heusen                               | Eddie DeLange                                      |                                        |
| 1945 | "Day by Day"                                          | Axel Stordahl                                  | Paul Weston                                        |                                        |
| 1939 | "Day In, Day Out"                                     | Rube Bloom                                     | Johnny Mercer                                      |                                        |
| 1963 | "Days of Wine and Roses"                              | Henry Mancini                                  | Johnny Mercer                                      |                                        |
| 1942 | "Dearly Beloved"                                      | Jerome Kern                                    | Johnny Mercer                                      |                                        |
| 1933 | "Deep Purple"                                         | Peter DeRose                                   | Mitchell Parish                                    |                                        |
| 1949 | "Diamonds Are a Girl's Best Friend"                   | Jule Styne                                     | Leo Robin                                          |                                        |
| 1959 | "Do-Re-Mi"                                            | Richard Rodgers                                | Oscar Hammerstein II                               |                                        |
| 1932 | "Don't Blame Me"                                      | Jimmy McHugh                                   | Dorothy Fields                                     | [ 3 ] [ 5 ]                            |
| 1934 | "Don't Fence Me in"                                   | Cole Porter                                    | Robert Fletcher és Cole Porter                     |                                        |
| 1940 | "Don't Get Around Much Anymore"                       | Duke Ellington                                 | Bob Russell                                        |                                        |
| 1962 | "Don't Make Me Over"                                  | Burt Bacharach                                 | Hal David                                          |                                        |
| 1964 | "Don't Rain on My Parade"                             | Jule Styne                                     | Bob Merrill                                        |                                        |
| 1942 | "Don't Sit Under the Apple Tree"                      | Sam H. Stept                                   | Lew Brown és Charles Tobias                        |                                        |
| 1944 | "Dream"                                               | Johnny Mercer                                  | Johnny Mercer                                      | [ 7 ] [ 8 ]                            |
| 1931 | "Dream a Little Dream of Me"                          | Fabian Andre és Wilbur Schwandt                | Gus Kahn                                           |                                        |
| 1933 | "Easter Parade"                                       | Irving Berlin                                  | Irving Berlin                                      |                                        |
| 1937 | "Easy Living"                                         | Ralph Rainger                                  | Leo Robin                                          |                                        |
| 1959 | "Edelweiss"                                           | Richard Rodgers                                | Oscar Hammerstein II                               |                                        |
| 1928 | "Embraceable You"                                     | George Gershwin                                | Ira Gershwin                                       |                                        |
| 1959 | "Everything's Coming Up Roses"                        | Jule Styne                                     | Stephen Sondheim                                   |                                        |
| 1944 | "Ev'ry Time We Say Goodbye"                           | Cole Porter                                    | Cole Porter                                        |                                        |
| 1930 | "Exactly Like You"                                    | Jimmy McHugh                                   | Dorothy Fields                                     |                                        |
| 1938 | "Falling in Love With Love"                           | Richard Rodgers                                | Lorenz Hart                                        |                                        |
| 1924 | "Fascinating Rhythm"                                  | George Gershwin                                | Ira Gershwin                                       |                                        |
| 1936 | "A Fine Romance"                                      | Jerome Kern                                    | Dorothy Fields                                     | [ 7 ] [ 8 ] [ 9 ] [ 10 ] [ 11 ]        |
| 1954 | "Fly Me to the Moon"                                  | Bart Howard                                    | Bart Howard                                        |                                        |
| 1937 | "A Foggy Day"                                         | George Gershwin                                | Ira Gershwin                                       | [ 7 ] [ 8 ] [ 9 ] [ 10 ] [ 11 ] [ 12 ] |
| 1937 | "The Folks Who Live On the Hill"                      | Jerome Kern                                    | Oscar Hammerstein II                               |                                        |
| 1940 | "Fools Rush In"                                       | Rube Bloom                                     | Johnny Mercer                                      |                                        |
| 1931 | "For All We Know"                                     | J. Fred Coots                                  | Sam M. Lewis                                       |                                        |
| 1945 | "(I Love You) For Sentimental Reasons"                | William "Pat" Best                             | Ivory "Deek" Watson                                |                                        |
| 1950 | "From This Moment On"                                 | Cole Porter                                    | Cole Porter                                        |                                        |
| 1930 | "Georgia on My Mind"                                  | Hoagy Carmichael                               | Stuart Gorrell                                     | [ 13 ]                                 |
| 1930 | "Get Happy"                                           | Harold Arlen                                   | Ted Koehler                                        |                                        |
| 1951 | "Getting to Know You"                                 | Richard Rodgers                                | Oscar Hammerstein                                  |                                        |
| 1929 | "Glad Rag Doll"                                       | Milton Ager                                    | Jack Yellen                                        |                                        |
| 1936 | "Glad to Be Unhappy"                                  | Richard Rodgers                                | Lorenz Hart                                        |                                        |
| 1936 | "The Glory of Love"                                   | Billy Hill                                     | Billy Hill                                         |                                        |
| 1938 | "God Bless America"                                   | Irving Berlin                                  | Irving Berlin                                      |                                        |
| 1933 | "The Gold Diggers' Song (We're in the Money)"         | Harry Warren                                   | Al Dubin                                           |                                        |
| 1937 | "Gone with the Wind"                                  | Allie Wrubel                                   | Herb Magidson                                      |                                        |
| 1939 | "Good Morning"                                        | Nacio Herb Brown                               | Arthur Freed                                       |                                        |
| 1931 | "Guilty"                                              | Richard A. Whiting                             | Gus Kahn                                           |                                        |
| 1937 | "The Gypsy in My Soul"                                | Clay Boland                                    | Moe Jaffe                                          |                                        |
| 1951 | "Half as Much"                                        | Curley Williams                                | Curley Williams                                    |                                        |
| 1943 | "Happiness Is a Thing Called Joe"                     | Harold Arlen                                   | Yip Harburg                                        |                                        |
| 1930 | "Happy Days Are Here Again"                           | Milton Ager                                    | Jack Yellen                                        |                                        |
| 1949 | "Happy Talk"                                          | Richard Rodgers                                | Oscar Hammerstein II                               |                                        |
| 1924 | "Hard Hearted Hannah (The Vamp of Savannah)"          | Milton Ager                                    | Jack Yellen, Bob Bigelow, és Charles Bates         |                                        |
| 1937 | "Have You Met Miss Jones?"                            | Richard Rodgers                                | Lorenz Hart                                        |                                        |
| 1944 | "Have Yourself a Merry Little Christmas"              | Hugh Martin                                    | Ralph Blane                                        |                                        |
| 1938 | "Heart and Soul"                                      | Hoagy Carmichael                               | Frank Loesser                                      | [ 4 ]                                  |
| 1933 | "Heat Wave"                                           | Irving Berlin                                  | Irving Berlin                                      |                                        |
| 1937 | "Heigh-Ho"                                            | Frank Churchill                                | Larry Morey                                        |                                        |
| 1964 | "Hello, Dolly!"                                       | Jerry Herman                                   | Jerry Herman                                       |                                        |
| 1951 | "Hello, Young Lovers"                                 | Richard Rodgers                                | Oscar Hammerstein II                               |                                        |
| 1953 | "Here's That Rainy Day"                               | Jimmy Van Heusen                               | Johnny Burke                                       |                                        |
| 1960 | "Hey, Look Me Over"                                   | Cy Coleman                                     | Carolyn Leigh                                      |                                        |
| 1929 | "Honey"                                               | Haven Gillespie                                | Haven Gillespie, Seymour Simons és Richard Whiting |                                        |
| 1929 | "Honeysuckle Rose"                                    | Fats Waller                                    | Andy Razaf                                         | [ 7 ]                                  |
| 1937 | "Hooray for Hollywood"                                | Richard A. Whiting                             | Johnny Mercer                                      |                                        |
| 1941 | "How About You?"                                      | Burton Lane                                    | Ralph Freed                                        |                                        |
| 1946 | "How Are Things in Glocca Morra?"                     | Burton Lane                                    | Yip Harburg                                        |                                        |
| 1932 | "How Deep is the Ocean?"                              | Irving Berlin                                  | Irving Berlin                                      |                                        |
| 1940 | "How High the Moon"                                   | Morgan Lewis                                   | Nancy Hamilton                                     |                                        |
| 1927 | "How Long Has This Been Going On?"                    | George Gershwin                                | Ira Gershwin                                       |                                        |
| 1936 | "I Can't Escape from You"                             | Richard A. Whiting                             | Leo Robin                                          |                                        |
| 1936 | "I Can't Get Started"                                 | Vernon Duke                                    | Ira Gershwin                                       |                                        |
| 1928 | "I Can't Give You Anything But Love"                  | Jimmy McHugh                                   | Dorothy Fields                                     |                                        |
| 1939 | "I Concentrate on You"                                | Cole Porter                                    | Cole Porter                                        |                                        |
| 1956 | "I Could Have Danced All Night"                       | Frederick Loewe                                | Alan Jay Lerner                                    |                                        |
| 1940 | "I Could Write a Book"                                | Richard Rodgers                                | Lorenz Hart                                        |                                        |
| 1933 | "I Cover the Waterfront"                              | Johnny Green                                   | Edward Heyman                                      |                                        |
| 1939 | "I Didn't Know What Time It Was"                      | Richard Rodgers                                | Lorenz Hart                                        |                                        |
| 1931 | "I Don't Know Why (I Just Do)"                        | Fred E. Ahlert                                 | Roy Turk                                           |                                        |
| 1932 | "I Don't Stand a Ghost of a Chance with You"          | Victor Young                                   | Ned Washington és Bing Crosby                      |                                        |
| 1958 | "I Enjoy Being a Girl"                                | Richard Rodgers                                | Oscar Hammerstein II                               |                                        |
| 1944 | "I Fall in Love Too Easily"                           | Jule Styne                                     | Sammy Cahn                                         |                                        |
| 1931 | "I Found a Million Dollar Baby"                       | Harry Warren                                   | Mort Dixon és Billy Rose                           |                                        |
| 1934 | "I Get a Kick Out of You"                             | Cole Porter                                    | Cole Porter                                        |                                        |
| 1934 | "I Got Plenty o' Nuttin'"                             | George Gershwin                                | Ira Gershwin                                       |                                        |
| 1930 | "I Got Rhythm"                                        | George Gershwin                                | Ira Gershwin                                       |                                        |
| 1932 | "I Gotta Right to Sing the Blues"                     | Harold Arlen                                   | Ted Koehler                                        |                                        |
| 1944 | "I Guess I'll Hang My Tears Out to Dry"               | Jule Styne                                     | Sammy Cahn                                         | [ 1 ]                                  |
| 1929 | "I Guess I'll Have to Change My Plan"                 | Arthur Schwartz                                | Howard Dietz                                       |                                        |
| 1942 | "I Had the Craziest Dream"                            | Harry Warren                                   | Mack Gordon                                        |                                        |
| 1951 | "I Have Dreamed"                                      | Richard Rodgers                                | Oscar Hammerstein II                               |                                        |
| 1941 | "I Know Why (And So Do You)"                          | Harry Warren                                   | Mack Gordon                                        |                                        |
| 1962 | "I Left My Heart in San Francisco"                    | George Cory                                    | Douglass Cross                                     |                                        |
| 1933 | "I Like the Likes of You"                             | Vernon Duke                                    | Yip Harburg                                        |                                        |
| 1934 | "I Only Have Eyes for You"                            | Harry Warren                                   | Al Dubin                                           |                                        |
| 1941 | "I Remember You"                                      | Victor Schertzinger                            | Johnny Mercer                                      |                                        |
| 1937 | "I See Your Face Before Me"                           | Arthur Schwartz                                | Howard Dietz                                       |                                        |
| 1951 | "I Talk to the Trees"                                 | Frederick Loewe                                | Alan Jay Lerner                                    |                                        |
| 1939 | "I Thought About You"                                 | Jimmy Van Heusen                               | Johnny Mercer                                      |                                        |
| 1959 | "I Wanna Be Around"                                   | Johnny Mercer                                  | Johnny Mercer és Sadie Vimmerstadt                 |                                        |
| 1928 | "I Wanna Be Loved by You"                             | Herbert Stothart                               | Bert Kalmar                                        |                                        |
| 1925 | "I Want to Be Happy"                                  | Vincent Youmans                                | Irving Caesar                                      |                                        |
| 1960 | "If Ever I Would Leave You"                           | Frederick Loewe                                | Alan Jay Lerner                                    |                                        |
| 1945 | "If I Loved You"                                      | Richard Rodgers                                | Oscar Hammerstein II                               |                                        |
| 1939 | "If I Only Had a Brain"                               | Harold Arlen                                   | Yip Harburg                                        |                                        |
| 1950 | "If I Were a Bell"                                    | Frank Loesser                                  | Frank Loesser                                      |                                        |
| 1966 | "If My Friends Could See Me Now"                      | Cy Coleman                                     | Dorothy Fields                                     |                                        |
| 1943 | "I'll Be Home for Christmas"                          | Walter Kent                                    | Kim Gannon                                         |                                        |
| 1938 | "I'll Be Seeing You"                                  | Sammy Fain                                     | Irving Kahal                                       |                                        |
| 1924 | "I'll See You in My Dreams"                           | Isham Jones                                    | Gus Kahn                                           | [ 1 ] [ 14 ] [ 15 ]                    |
| 1934 | "I'll String Along with You"                          | Harry Warren                                   | Al Dubin                                           |                                        |
| 1944 | "I'm Beginning to See the Light"                      | Duke Ellington                                 | Don George                                         | [ 4 ] [ 7 ] [ 8 ] [ 13 ]               |
| 1935 | "I'm in the Mood for Love"                            | Jimmy McHugh                                   | Dorothy Fields                                     |                                        |
| 1945 | "I'm Just a Lucky So-and-So"                          | Duke Ellington                                 | Mack David                                         |                                        |
| 1921 | "I'm Just Wild About Harry"                           | Eubie Blake                                    | Noble Sissle                                       |                                        |
| 1925 | "I'm Sitting on Top of the World"                     | Ray Henderson                                  | Sam M. Lewis és Joe Young                          |                                        |
| 1940 | "Imagination"                                         | Jimmy Van Heusen                               | Johnny Burke                                       |                                        |
| 1926 | "In a Little Spanish Town"                            | Mabel Wayne                                    | Sam M. Lewis és Joe Young                          |                                        |
| 1935 | "In a Sentimental Mood"                               | Duke Ellington                                 | Manny Kurtz                                        |                                        |
| 1951 | "In the Cool, Cool, Cool of the Evening"              | Hoagy Carmichael                               | Johnny Mercer                                      |                                        |
| 1937 | "In the Still of the Night"                           | Cole Porter                                    | Cole Porter                                        |                                        |
| 1955 | "Innamorata"                                          | Harry Warren                                   | Jack Brooks                                        |                                        |
| 1932 | "Isn't It Romantic?"                                  | Richard Rodgers                                | Lorenz Hart                                        |                                        |
| 1935 | "It Ain't Necessarily So"                             | George Gershwin                                | Ira Gershwin                                       |                                        |
| 1926 | "It All Depends on You"                               | Ray Henderson                                  | Buddy DeSylva és Lew Brown                         |                                        |
| 1944 | "It Could Happen to You"                              | Jimmy Van Heusen                               | Johnny Burke                                       |                                        |
| 1931 | "It Don't Mean a Thing (If It Ain't Got That Swing)"  | Duke Ellington                                 | Irving Mills                                       |                                        |
| 1924 | "It Had to Be You"                                    | Isham Jones                                    | Gus Kahn                                           |                                        |
| 1941 | "It Happened in Sun Valley"                           | Harry Warren                                   | Mack Gordon                                        |                                        |
| 1945 | "It Might as Well Be Spring"                          | Richard Rodgers                                | Oscar Hammerstein II                               |                                        |
| 1940 | "It Never Entered My Mind"                            | Richard Rodgers                                | Lorenz Hart                                        |                                        |
| 1948 | "It’s a Most Unusual Day"                             | Jimmy McHugh                                   | Harold Adamson                                     |                                        |
| 1953 | "It’s All Right with Me"                              | Cole Porter                                    | Harold Adamson                                     |                                        |
| 1936 | "It’s De-Lovely"                                      | Cole Porter                                    | Cole Porter                                        |                                        |
| 1935 | "It’s Easy To Remember"                               | Richard Rodgers                                | Lorenz Hart                                        |                                        |
| 1933 | "It’s Only a Paper Moon"                              | Harold Arlen                                   | E.Y. Harburg és Billy Rose                         |                                        |
| 1930 | "[’[I’ve Got a Crush on You]]"                        | George Gershwin                                | Ira Gershwin                                       |                                        |
| 1937 | "I’ve Got My Love to Keep Me Warm"                    | Irving Berlin                                  | Irving Berlin                                      |                                        |
| 1932 | "I’ve Got the World on a String"                      | Harold Arlen                                   | Ted Koehler                                        |                                        |
| 1936 | "I’ve Got You Under My Skin"                          | Cole Porter                                    | Cole Porter                                        |                                        |
| 1962 | "I’ve Got Your Number"                                | Cy Coleman                                     | Carolyn Leigh                                      |                                        |
| 1956 | "I’ve Grown Accustomed to Her Face"                   | Frederick Loewe                                | Alan Jay Lerner                                    |                                        |
| 1920 | "The Japanese Sandman"                                | Richard A. Whiting                             | Raymond B. Egan                                    |                                        |
| 1938 | "Jeepers Creepers"                                    | Harry Warren                                   | Johnny Mercer                                      |                                        |
| 1938 | "Jumpin' at the Woodside"                             | Count Basie                                    | Eddie Durham                                       |                                        |
| 1956 | "Just in Time"                                        | Jule Styne                                     | Betty Comden és Adolph Green                       |                                        |
| 1935 | "Just One of Those Things"                            | Cole Porter                                    | Cole Porter                                        |                                        |
| 1933 | "Keep Young and Beautiful"                            | Harry Warren                                   | Al Dubin                                           |                                        |
| 1942 | "(I've Got a Gal in) Kalamazoo"                       | Harry Warren                                   | Mack Gordon                                        |                                        |
| 1935 | "A Kiss to Build a Dream On"                          | Harry Ruby                                     | Bert Kalmar és Oscar Hammerstein II                | [ 1 ]                                  |
| 1937 | "The Lady is a Tramp"                                 | Richard Rodgers                                | Lorenz Hart                                        |                                        |
| 1940 | "The Last Time I Saw Paris"                           | Jerome Kern                                    | Oscar Hammerstein II                               | [ 16 ]                                 |
| 1945 | "Laura"                                               | David Raksin                                   | Johnny Mercer                                      |                                        |
| 1930 | "Lazy River"                                          | Sidney Arodin                                  | Hoagy Carmichael                                   |                                        |
| 1945 | "Let It Snow! Let It Snow! Let It Snow!"              | Jule Styne                                     | Sammy Cahn                                         |                                        |
| 1937 | "Let's Call the Whole Thing Off"                      | George Gershwin                                | Ira Gershwin                                       |                                        |
| 1928 | "Let's Do It, Let's Fall in Love"                     | Cole Porter                                    | Cole Porter                                        |                                        |
| 1936 | "Let's Face the Music and Dance"                      | Irving Berlin                                  | Irving Berlin                                      |                                        |
| 1933 | "Let's Fall in Love"                                  | Harold Arlen                                   | Ted Koehler                                        |                                        |
| 1932 | "Let's Put Out the Lights (and Go to Sleep)"          | Herman Hupfeld                                 | Herman Hupfeld                                     |                                        |
| 1944 | "Like Someone in Love"                                | Jimmy Van Heusen                               | Johnny Burke                                       |                                        |
| 1935 | "Little Girl Blue"                                    | Richard Rodgers                                | Lorenz Hart                                        |                                        |
| 1930 | "Little White Lies"                                   | Walter Donaldson                               | Walter Donaldson                                   | [ 13 ]                                 |
| 1944 | "Long Ago (and Far Away)"                             | Jerome Kern                                    | Ira Gershwin                                       | [ 7 ] [ 8 ] [ 9 ] [ 10 ] [ 11 ]        |
| 1919 | "Look for the Silver Lining"                          | Jerome Kern                                    | B.G. DeSylva                                       |                                        |
| 1923 | "Louisville Lou (That Vampin' Lady)"                  | Milton Ager                                    | Jack Yellen                                        | [ 17 ]                                 |
| 1930 | "Love for Sale"                                       | Cole Porter                                    | Cole Porter                                        |                                        |
| 1955 | "Love is a Many-Splendored Thing"                     | Sammy Fain                                     | Paul Francis Webster                               |                                        |
| 1938 | "Love Is Here to Stay"                                | George Gershwin                                | Ira Gershwin                                       |                                        |
| 1931 | "Love Is Sweeping the Country"                        | George Gershwin                                | Ira Gershwin                                       |                                        |
| 1932 | "Love Is the Sweetest Thing"                          | Ray Noble                                      | Ray Noble                                          |                                        |
| 1945 | "Love Letters"                                        | Victor Young                                   | Edward Heyman                                      |                                        |
| 1931 | "Love Letters in the Sand"                            | J. Fred Coots                                  | Nick Kenny és Charles Kenny                        |                                        |
| 1928 | "Love Me or Leave Me"                                 | Walter Donaldson                               | Gus Kahn                                           |                                        |
| 1937 | "Love Walked In"                                      | George Gershwin                                | Ira Gershwin                                       |                                        |
| 1932 | "Lover"                                               | Richard Rodgers                                | Lorenz Hart                                        |                                        |
| 1941 | "Lover Man"                                           | Jimmy Davis                                    | Ram Ramirez                                        |                                        |
| 1928 | "Lover, Come Back to Me"                              | Sigmund Romberg                                | Oscar Hammerstein II                               |                                        |
| 1950 | "Luck Be a Lady"                                      | Frank Loesser                                  | Frank Loesser                                      |                                        |
| 1952 | "Lullaby of Birdland"                                 | George Shearing                                | George David Weiss                                 |                                        |
| 1935 | "Lullaby of Broadway"                                 | Harry Warren                                   | Al Dubin                                           |                                        |
| 1935 | "Lulu's Back In Town"                                 | Harry Warren                                   | Al Dubin                                           |                                        |
| 1939 | "Lydia the Tattooed Lady"                             | Harold Arlen                                   | Yip Harburg                                        |                                        |
| 1932 | "Mad About the Boy"                                   | Noël Coward                                    | Noël Coward                                        |                                        |
| 1928 | "Makin' Whoopee"                                      | Walter Donaldson                               | Gus Kahn                                           |                                        |
| 1953 | "The Man that Got Away"                               | Harold Arlen                                   | Ira Gershwin                                       | [ 8 ] [ 9 ] [ 10 ]                     |
| 1925 | "Manhattan"                                           | Richard Rodgers                                | Lorenz Hart                                        |                                        |
| 1924 | "The Man I Love"                                      | George Gershwin                                | Ira Gershwin                                       |                                        |
| 1927 | "Me and My Shadow"                                    | Al Jolson                                      | Billy Rose                                         |                                        |
| 1955 | "Memories Are Made of This"                           | Terry Gilkyson és Richard Dehr                 | Frank Miller                                       |                                        |
| 1930 | "Memories of You"                                     | Eubie Blake                                    | Andy Razaf                                         |                                        |
| 1954 | "Midnight Sun"                                        | Lionel Hampton                                 | Johnny Mercer                                      |                                        |
| 1932 | "Mimi"                                                | Richard Rodgers                                | Lorenz Hart                                        |                                        |
| 1931 | "Minnie the Moocher"                                  | Cab Calloway                                   | Irving Mills és Clarence Gaskill                   |                                        |
| 1935 | "Miss Brown to You"                                   | Richard A. Whiting                             | Leo Robin                                          |                                        |
| 1934 | "Miss Otis Regrets"                                   | Cole Porter                                    | Cole Porter                                        | [ 7 ] [ 8 ] [ 9 ] [ 10 ] [ 12 ]        |
| 1954 | "Misty"                                               | Erroll Garner                                  | Johnny Burke                                       |                                        |
| 1950 | "Mona Lisa"                                           | Jay Livingston                                 | Ray Evans                                          |                                        |
| 1930 | "Mood Indigo"                                         | Duke Ellington                                 | Irving Mills                                       |                                        |
| 1961 | "Moon River"                                          | Henry Mancini                                  | Johnny Mercer                                      |                                        |
| 1934 | "Moonglow"                                            | Will Hudson és Irving Mills                    | Eddie DeLange                                      |                                        |
| 1942 | "Moonlight Becomes You"                               | Jimmy Van Heusen                               | Johnny Burke                                       |                                        |
| 1944 | "Moonlight in Vermont"                                | John Blackburn                                 | Karl Suessdorf                                     |                                        |
| 1939 | "Moonlight Serenade"                                  | Glenn Miller                                   | Mitchell Parish                                    |                                        |
| 1929 | "More Than You Know"                                  | Vincent Youmans                                | Billy Rose és Edward Eliscu                        |                                        |
| 1945 | "The More I See You"                                  | Harry Warren                                   | Mack Gordon                                        |                                        |
| 1935 | "The Most Beautiful Girl in the World"                | Richard Rodgers                                | Lorenz Hart                                        |                                        |
| 1925 | "Mountain Greenery"                                   | Richard Rodgers                                | Lorenz Hart                                        |                                        |
| 1930 | "My Baby Just Cares for Me"                           | Walter Donaldson                               | Gus Kahn                                           |                                        |
| 1927 | "My Blue Heaven"                                      | Walter Donaldson                               | George A. Whiting                                  |                                        |
| 1949 | "My Dream Is Yours"                                   | Harry Warren                                   | Ralph Blane                                        | [ 3 ] [ 7 ] [ 13 ]                     |
| 1959 | "My Favorite Things"                                  | Richard Rodgers                                | Oscar Hammerstein II                               |                                        |
| 1949 | "My Foolish Heart"                                    | Victor Young                                   | Ned Washington                                     |                                        |
| 1937 | "My Funny Valentine"                                  | Richard Rodgers                                | Lorenz Hart                                        |                                        |
| 1938 | "My Heart Belongs to Daddy"                           | Cole Porter                                    | Cole Porter                                        |                                        |
| 1927 | "My Heart Stood Still"                                | Richard Rodgers                                | Lorenz Hart                                        |                                        |
| 1918 | "My Mammy"                                            | Walter Donaldson                               | Joe Young és Sam M. Lewis                          |                                        |
| 1953 | "My One and Only Love"                                | Guy Wood                                       | Robert Mellin                                      |                                        |
| 1935 | "My Romance"                                          | Richard Rodgers                                | Lorenz Hart                                        |                                        |
| 1925 | "My Yiddishe Momme"                                   | Lew Pollack                                    | Jack Yellen                                        |                                        |
| 1928 | "Nagasaki"                                            | Harry Warren                                   | Mort Dixon                                         |                                        |
| 1938 | "The Nearness of You"                                 | Hoagy Carmichael                               | Ned Washington                                     |                                        |
| 1967 | "Never My Love"                                       | Don Addrisi                                    | Dick Addrisi                                       |                                        |
| 1931 | "Nevertheless"                                        | Harry Ruby                                     | Bert Kalmar                                        |                                        |
| 1944 | "New York, New York"                                  | Leonard Bernstein                              | Betty Comden és Adolph Green                       |                                        |
| 1937 | "Nice Work if You Can Get it"                         | George Gershwin                                | Ira Gershwin                                       |                                        |
| 1932 | "Night and Day"                                       | Cole Porter                                    | Cole Porter                                        |                                        |
| 1931 | "Of Thee I Sing"                                      | George Gershwin                                | Ira Gershwin                                       |                                        |
| 1918 | "Oh! How I Hate to Get Up in the Morning"             | Irving Berlin                                  | Irving Berlin                                      |                                        |
| 1943 | "Oh What a Beautiful Mornin'"                         | Richard Rodgers                                | Oscar Hammerstein II                               |                                        |
| 1911 | "Oh, You Beautiful Doll"                              | Seymour Brown                                  | Nat D. Ayer                                        |                                        |
| 1927 | "Ol' Man River"                                       | Jerome Kern                                    | Oscar Hammerstein II                               |                                        |
| 1946 | "The Old Lamp-Lighter"                                | Nat Simon                                      | Charles Tobias                                     |                                        |
| 1946 | "Ole Buttermilk Sky"                                  | Hoagy Carmichael                               | Jack Brooks                                        |                                        |
| 1965 | "On a Clear Day (You Can See Forever)"                | Burton Lane                                    | Alan Jay Lerner                                    |                                        |
| 1947 | "On Green Dolphin Street"                             | Bronisław Kaper                                | Ned Washington                                     |                                        |
| 1945 | "On the Atchison, Topeka and the Santa Fe"            | Harry Warren                                   | Johnny Mercer                                      |                                        |
| 1934 | "On the Good Ship Lollipop"                           | Richard A. Whiting                             | Sidney Clare                                       | [ 13 ]                                 |
| 1956 | "On the Street Where You Live"                        | Frederick Loewe                                | Alan Jay Lerner                                    |                                        |
| 1930 | "On the Sunny Side of the Street"                     | Jimmy McHugh                                   | Dorothy Fields                                     |                                        |
| 1943 | "One for My Baby"                                     | Harold Arlen                                   | Johnny Mercer                                      |                                        |
| 1962 | "Our Day Will Come"                                   | Mort Garson                                    | Bob Hilliard                                       |                                        |
| 1944 | "Out of This World"                                   | Harold Arlen                                   | Johnny Mercer                                      |                                        |
| 1939 | "Over the Rainbow"                                    | Harold Arlen                                   | E.Y. Harburg                                       |                                        |
| 1929 | "Pagan Love Song"                                     | Nacio Herb Brown                               | Arthur Freed                                       |                                        |
| 1931 | "Paradise"                                            | Nacio Herb Brown                               | Arthur Freed                                       |                                        |
| 1956 | "The Party's Over"                                    | Jule Styne                                     | Betty Comden és Adolph Green                       |                                        |
| 1936 | "Pennies From Heaven"                                 | Arthur Johnston                                | Johnny Burke                                       |                                        |
| 1964 | "People"                                              | Jule Styne                                     | Bob Merrill                                        |                                        |
| 1943 | "People Will Say We're in Love"                       | Richard Rodgers                                | Oscar Hammerstein II                               |                                        |
| 1936 | "Pick Yourself Up"                                    | Jerome Kern                                    | Dorothy Fields                                     |                                        |
| 1940 | "Polka Dots and Moonbeams"                            | Jimmy Van Heusen                               | Johnny Burke                                       |                                        |
| 1942 | "Praise the Lord and Pass the Ammunition"             | Frank Loesser                                  | Frank Loesser                                      |                                        |
| 1919 | "A Pretty Girl is Like a Melody"                      | Irving Berlin                                  | Irving Berlin                                      | [ 8 ] [ 9 ] [ 10 ] [ 12 ] [ 13 ]       |
| 1930 | "Puttin' on the Ritz"                                 | Irving Berlin                                  | Irving Berlin                                      |                                        |
| 1953 | "Rags to Riches"                                      | Richard Adler                                  | Jerry Ross                                         |                                        |
| 1962 | "Ramblin' Rose"                                       | Joe Sherman                                    | Noel Sherman                                       |                                        |
| 1929 | "Rockin' Chair"                                       | Hoagy Carmichael                               | Hoagy Carmichael                                   |                                        |
| 1944 | "'Round Midnight"                                     | Thelonious Monk                                | Bernie Hanighen                                    |                                        |
| 1944 | "Rum and Coca-Cola"                                   | Lionel Belasco                                 | Morey Amsterdam                                    |                                        |
| 1927 | "'S Wonderful"                                        | George Gershwin                                | Ira Gershwin                                       |                                        |
| 1934 | "Santa Claus is Coming to Town"                       | J. Fred Coots                                  | Haven Gillespie                                    |                                        |
| 1953 | "Satin Doll"                                          | Duke Ellington                                 | Johnny Mercer                                      |                                        |
| 1944 | "Saturday Night (Is the Loneliest Night of the Week)" | Jule Styne                                     | Sammy Cahn                                         |                                        |
| 1932 | "Say It Isn't So"                                     | Irving Berlin                                  | Irving Berlin                                      |                                        |
| 1922 | "Second Hand Rose"                                    | Grant Clarke                                   | James F. Hanley                                    |                                        |
| 1944 | "Sentimental Journey"                                 | Les Brown és Ben Homer                         | Bud Green                                          |                                        |
| 1935 | "September in the Rain"                               | Harry Warren                                   | Al Dubin                                           |                                        |
| 1938 | "September Song"                                      | Kurt Weill                                     | Maxwell Anderson                                   |                                        |
| 1942 | "Serenade in Blue"                                    | Harry Warren                                   | Mack Gordon                                        |                                        |
| 1965 | "The Shadow of Your Smile"                            | Johnny Mandel                                  | Paul Francis Webster                               |                                        |
| 1951 | "Shall We Dance?"                                     | Richard Rodgers                                | Oscar Hammerstein II                               |                                        |
| 1935 | "She's a Latin from Manhattan"                        | Harry Warren                                   | Al Dubin                                           |                                        |
| 1929 | "She's (He's) Funny That Way"                         | Neil Moret                                     | Richard A. Whiting                                 |                                        |
| 1929 | "A Ship Without a Sail"                               | Richard Rodgers                                | Lorenz Hart                                        | [ 7 ] [ 8 ] [ 10 ] [ 11 ] [ 13 ]       |
| 1929 | "Singin' in the Rain"                                 | Nacio Herb Brown                               | Arthur Freed                                       |                                        |
| 1941 | "Skylark"                                             | Hoagy Carmichael                               | Johnny Mercer                                      |                                        |
| 1937 | "Slap That Bass"                                      | George Gershwin                                | Ira Gershwin                                       |                                        |
| 1948 | "Slow Boat to China"                                  | Frank Loesser                                  | Frank Loesser                                      |                                        |
| 1933 | "Smoke Gets in Your Eyes"                             | Jerome Kern                                    | Otto Harbach                                       |                                        |
| 1948 | "So in Love"                                          | Cole Porter                                    | Cole Porter                                        |                                        |
| 1949 | "Some Enchanted Evening"                              | Richard Rodgers                                | Oscar Hammerstein II                               |                                        |
| 1924 | "Somebody Loves Me"                                   | George Gershwin                                | Ballard MacDonald és Buddy DeSylva                 |                                        |
| 1937 | "Someday My Prince Will Come"                         | Frank Churchill                                | Larry Morey                                        |                                        |
| 1926 | "Someone to Watch Over Me"                            | George Gershwin                                | Ira Gershwin                                       |                                        |
| 1966 | "Somethin’ Stupid"                                    | C. Carson Parks                                | C. Carson Parks                                    |                                        |
| 1951 | "Something Wonderful"                                 | Richard Rodgers                                | Oscar Hammerstein II                               |                                        |
| 1954 | "Something's Gotta Give"                              | Johnny Mercer                                  | Johnny Mercer                                      |                                        |
| 1927 | "Sometimes I’m Happy"                                 | Vincent Youmans                                | Irving Caesar                                      |                                        |
| 1932 | "The Song Is You"                                     | Jerome Kern                                    | Oscar Hammerstein II                               |                                        |
| 1928 | "Sonny Boy"                                           | Ray Henderson                                  | Buddy DeSylva és Lew Brown                         |                                        |
| 1932 | "Sophisticated Lady"                                  | Duke Ellington                                 | Irving Mills                                       |                                        |
| 1959 | "The Sound of Music"                                  | Richard Rodgers                                | Oscar Hammerstein II                               |                                        |
| 1939 | "South American Way"                                  | Jimmy McHugh                                   | Al Dubin                                           |                                        |
| 1930 | "Spring Is Here"                                      | Richard Rodgers                                | Lorenz Hart                                        |                                        |
| 1925 | "Squeeze Me"                                          | Fats Waller                                    | Andy Razaf                                         |                                        |
| 1922 | "Stairway to Paradise"                                | George Gershwin                                | Ira Gershwin és Buddy DeSylva                      |                                        |
| 1939 | "Stairway to the Stars"                               | Matty Malneck és Frank Signorelli              | Mitchell Parish                                    |                                        |
| 1956 | "Standing on the Corner"                              | Frank Loesser                                  | Frank Loesser                                      |                                        |
| 1927 | "Stardust"                                            | Hoagy Carmichael                               | Mitchell Parish                                    |                                        |
| 1934 | "Stars Fell on Alabama"                               | Frank Perkins                                  | Mitchell Parish                                    |                                        |
| 1944 | "Stella by Starlight"                                 | Victor Young                                   | Ned Washington                                     |                                        |
| 1948 | "Steppin’ Out with My Baby"                           | Irving Berlin                                  | Irving Berlin                                      |                                        |
| 1933 | "Stormy Weather"                                      | Harold Arlen                                   | Ted Koehler                                        |                                        |
| 1944 | "Straighten Up and Fly Right"                         | Nat King Cole és Irving Mills                  | Johnny Mercer                                      |                                        |
| 1927 | "Strike Up the Band"                                  | George Gershwin                                | Ira Gershwin and Millie Raush                      |                                        |
| 1941 | "A String of Pearls"                                  | Jerry Gray                                     | Eddie DeLange                                      |                                        |
| 1934 | "Summertime"                                          | George Gershwin                                | DuBose Heyward és Ira Gershwin                     |                                        |
| 1943 | "The Surrey with the Fringe on Top"                   | Richard Rodgers                                | Oscar Hammerstein II                               |                                        |
| 1925 | "Sweet Georgia Brown"                                 | Ben Bernie és Maceo Pinkard                    | Kenneth Casey                                      |                                        |
| 1937 | "Sweet Leilani"                                       | Harry Owens                                    | Harry Owens                                        |                                        |
| 1928 | "Sweet Lorraine"                                      | Cliff Burwell                                  | Mitchell Parish                                    |                                        |
| 1944 | "Swinging on a Star"                                  | Jimmy Van Heusen                               | Johnny Burke                                       |                                        |
| 1939 | "Take the 'A' Train"                                  | Billy Strayhorn                                | Joya Sherrill                                      |                                        |
| 1940 | "Taking a Chance on Love"                             | Vernon Duke                                    | John La Touche és Ted Fetter                       |                                        |
| 1941 | "Tangerine"                                           | Victor Schertzinger                            | Johnny Mercer                                      |                                        |
| 1924 | "Tea for Two"                                         | Vincent Youmans                                | Irving Caesar                                      |                                        |
| 1933 | "Temptation"                                          | Nacio Herb Brown                               | Arthur Freed                                       |                                        |
| 1962 | "Tender is the Night"                                 | Sammy Fain                                     | Paul Francis Webster                               |                                        |
| 1955 | "(Love Is) The Tender Trap"                           | Jimmy Van Heusen                               | Sammy Cahn                                         |                                        |
| 1957 | "Thank Heaven for Little Girls"                       | Frederick Loewe                                | Alan Jay Lerner                                    |                                        |
| 1938 | "Thanks for the Memory"                               | Ralph Rainger                                  | Leo Robin                                          |                                        |
| 1925 | "That Certain Feeling"                                | George Gershwin                                | Ira Gershwin                                       |                                        |
| 1942 | "That Old Black Magic"                                | Harold Arlen                                   | Johnny Mercer                                      |                                        |
| 1937 | "That Old Feeling"                                    | Sammy Fain                                     | Lew Brown                                          | [ 3 ]                                  |
| 1952 | "That's All"                                          | Bob Haymes                                     | Alan Brandt                                        |                                        |
| 1953 | "That’s Amore"                                        | Harry Warren                                   | Jack Brooks                                        |                                        |
| 1952 | "That's Entertainment!"                               | Arthur Schwartz                                | Howard Dietz                                       |                                        |
| 1942 | "There Will Never Be Another You"                     | Harry Warren                                   | Mack Gordon                                        |                                        |
| 1936 | "There’s a Small Hotel"                               | Richard Rodgers                                | Lorenz Hart                                        |                                        |
| 1946 | "There’s No Business Like Show Business"              | Irving Berlin                                  | Irving Berlin                                      |                                        |
| 1936 | "These Foolish Things (Remind Me of You)"             | Jack Strachey                                  | Eric Maschwitz                                     |                                        |
| 1951 | "They Call the Wind Maria"                            | Frederick Loewe                                | Alan Jay Lerner                                    |                                        |
| 1937 | "They Can’t Take That Away from Me"                   | George Gershwin                                | Ira Gershwin                                       |                                        |
| 1946 | "The Things We Did Last Summer"                       | Jule Styne                                     | Sammy Cahn                                         |                                        |
| 1927 | "Thinking of You"                                     | Harry Ruby                                     | Bert Kalmar                                        |                                        |
| 1938 | "This Can't Be Love"                                  | Richard Rodgers                                | Lorenz Hart                                        |                                        |
| 1968 | "This Guy’s in Love with You"                         | Burt Bacharach                                 | Hal David                                          |                                        |
| 1946 | "This Heart of Mine"                                  | Harry Warren                                   | Arthur Freed                                       |                                        |
| 1941 | "This Time the Dream's on Me"                         | Harold Arlen                                   | Johnny Mercer                                      |                                        |
| 1927 | "Thou Swell"                                          | Richard Rodgers                                | Lorenz Hart                                        |                                        |
| 1930 | "Three Little Words"                                  | Harry Ruby                                     | Bert Kalmar                                        |                                        |
| 1931 | "The Thrill is Gone"                                  | Ray Henderson                                  | Sammy Cahn                                         |                                        |
| 1918 | "Till We Meet Again"                                  | Richard A. Whiting                             | Raymond B. Egan                                    |                                        |
| 1947 | "Time After Time"                                     | Jule Styne                                     | Sammy Cahn                                         |                                        |
| 1930 | "Time on My Hands"                                    | Vincent Youmans                                | Harold Adamson és Mack Gordon                      | [ 3 ]                                  |
| 1929 | "Tiptoe Through the Tulips"                           | Joe Burke                                      | Al Dubin                                           |                                        |
| 1948 | "Too Darn Hot"                                        | Cole Porter                                    | Cole Porter                                        |                                        |
| 1937 | "Too Marvelous for Words"                             | Richard A. Whiting                             | Johnny Mercer                                      |                                        |
| 1935 | "Top Hat, White Tie and Tails"                        | Irving Berlin                                  | Irving Berlin                                      |                                        |
| 1913 | "The Trail of the Lonesome Pine"                      | Harry Carroll                                  | Ballard MacDonald                                  |                                        |
| 1944 | "The Trolley Song"                                    | Hugh Martin                                    | Ralph Blane                                        |                                        |
| 1939 | "Tuxedo Junction"                                     | Erskine Hawkins, Bill Johnson, and Julian Dash | Buddy Feyne                                        |                                        |
| 1938 | "Two Sleepy People"                                   | Hoagy Carmichael                               | Frank Loesser                                      |                                        |
| 1925 | "Ukulele Lady"                                        | Richard A. Whiting                             | Gus Kahn                                           |                                        |
| 1955 | "Unchained Melody"                                    | Alex North                                     | Hy Zaret                                           |                                        |
| 1932 | "Underneath the Arches"                               | Bud Flanagan                                   | Bud Flanagan és Reg Connelly                       |                                        |
| 1951 | "Unforgettable"                                       | Irving Gordon                                  | Irving Gordon                                      |                                        |
| 1936 | "Until the Real Thing Comes Along"                    | Saul Chaplin                                   | Sammy Cahn                                         |                                        |
| 1934 | "The Very Thought of You"                             | Ray Noble                                      | Ray Noble                                          |                                        |
| 1963 | "Walk On By"                                          | Burt Bacharach                                 | Hal David                                          |                                        |
| 1936 | "The Way You Look Tonight"                            | Jerome Kern                                    | Dorothy Fields                                     |                                        |
| 1934 | "What a Diff’rence a Day Makes"                       | María Grever                                   | Stanley Adams                                      |                                        |
| 1926 | "What Can I Say After I Say I’m Sorry?"               | Walter Donaldson                               | Abe Lyman                                          |                                        |
| 1929 | "What Is This Thing Called Love?"                     | Cole Porter                                    | Cole Porter                                        |                                        |
| 1923 | "What’ll I Do"                                        | Irving Berlin                                  | Irving Berlin                                      |                                        |
| 1952 | "When I Fall in Love"                                 | Victor Young                                   | Edward Heyman                                      |                                        |
| 1912 | "When I Lost You"                                     | Irving Berlin                                  | Irving Berlin                                      |                                        |
| 1940 | "When You Wish Upon a Star"                           | Leigh Harline                                  | Ned Washington                                     |                                        |
| 1937 | "Where Are You?"                                      | Jimmy McHugh                                   | Harold Adamson                                     |                                        |
| 1937 | "Where or When"                                       | Richard Rodgers                                | Lorenz Hart                                        |                                        |
| 1937 | "Whistle While You Work"                              | Frank Churchill                                | Larry Morey                                        |                                        |
| 1942 | "White Christmas"                                     | Irving Berlin                                  | Irving Berlin                                      |                                        |
| 1923 | "Who’s Sorry Now?"                                    | Ted Snyder                                     | Harry Ruby és Bert Kalmar                          |                                        |
| 1968 | "Wichita Lineman"                                     | Jimmy Webb                                     | Jimmy Webb                                         |                                        |
| 1934 | "Winter Wonderland"                                   | Felix Bernard                                  | Richard Bernhard Smith                             |                                        |
| 1957 | "Witchcraft"                                          | Cy Coleman                                     | Carolyn Leigh                                      |                                        |
| 1930 | "With a Song in My Heart"                             | Richard Rodgers                                | Lorenz Hart                                        |                                        |
| 1937 | "With Plenty of Money and You"                        | Harry Warren                                   | Al Dubin                                           |                                        |
| 1929 | "Without a Song"                                      | Vincent Youmans                                | Billy Rose és Edward Eliscu                        |                                        |
| 1949 | "A Wonderful Guy"                                     | Richard Rodgers                                | Oscar Hammerstein II                               | [ 7 ] [ 8 ] [ 10 ] [ 11 ]              |
| 1930 | "Would You Like to Take a Walk?"                      | Harry Warren                                   | Mort Dixon és Billy Rose                           |                                        |
| 1925 | "Yes Sir, That's My Baby"                             | Walter Donaldson                               | Gus Kahn                                           |                                        |
| 1933 | "Yesterdays"                                          | Jerome Kern                                    | Otto Harbach                                       |                                        |
| 1934 | "You and the Night and the Music"                     | Arthur Schwartz                                | Howard Dietz                                       |                                        |
| 1935 | "You Are My Lucky Star"                               | Nacio Herb Brown                               | Arthur Freed                                       |                                        |
| 1932 | "You Are Too Beautiful"                               | Richard Rodgers                                | Lorenz Hart                                        |                                        |
| 1929 | "You Do Something to Me"                              | Cole Porter                                    | Cole Porter                                        |                                        |
| 1938 | "You Go to My Head"                                   | J. Fred Coots                                  | Haven Gillespie                                    | [ 18 ]                                 |
| 1946 | "You Make Me Feel So Young"                           | Josef Myrow                                    | Mack Gordon                                        |                                        |
| 1938 | "You Must Have Been a Beautiful Baby"                 | Harry Warren                                   | Johnny Mercer                                      |                                        |
| 1934 | "You Oughta Be in Pictures"                           | Dana Suesse                                    | Edward Heyman                                      |                                        |
| 1940 | "You Stepped Out of a Dream"                          | Nacio Herb Brown                               | Arthur Freed                                       |                                        |
| 1928 | "You Took Advantage of Me"                            | Richard Rodgers                                | Lorenz Hart                                        |                                        |
| 1929 | "You Were Meant for Me"                               | Nacio Herb Brown                               | Arthur Freed                                       |                                        |
| 1934 | "You’d Be So Easy to Love"                            | Cole Porter                                    | Cole Porter                                        |                                        |
| 1942 | "You’d Be So Nice to Come Home To"                    | Cole Porter                                    | Cole Porter                                        |                                        |
| 1943 | "You’ll Never Know"                                   | Harry Warren                                   | Mack Gordon                                        |                                        |
| 1945 | "You’ll Never Walk Alone"                             | Richard Rodgers                                | Oscar Hammerstein II                               |                                        |
| 1933 | "Young and Healthy"                                   | Harry Warren                                   | Al Dubin                                           |                                        |
| 1953 | "Young at Heart"                                      | Johnny Richards                                | Carolyn Leigh                                      |                                        |
| 1949 | "Younger Than Springtime"                             | Richard Rodgers                                | Oscar Hammerstein II                               |                                        |
| 1930 | "You're Driving Me Crazy"                             | Walter Donaldson                               | Gus Kahn                                           |                                        |
| 1933 | "You’re Getting to Be a Habit with Me"                | Harry Warren                                   | Al Dubin                                           |                                        |
| 1931 | "You're My Everything"                                | Harry Warren                                   | Mort Dixon és Joe Young                            |                                        |
| 1928 | "You’re the Cream in My Coffee"                       | Ray Henderson                                  | Buddy DeSylva és Lew Brown                         |                                        |
| 1934 | "You’re the Top"                                      | Cole Porter                                    | Cole Porter                                        |                                        |
| 1946 | "Zip-a-Dee-Doo-Dah"                                   | Allie Wrubel                                   | Ray Gilbert                                        |                                        |

## A gyűjtemény későbbi frissítése
- 1970-ben Ringo Starr kiadta az 1920-as, 1930-as és 1940-es évek Songbook-dalait.